# Franz Karl Wißgrill

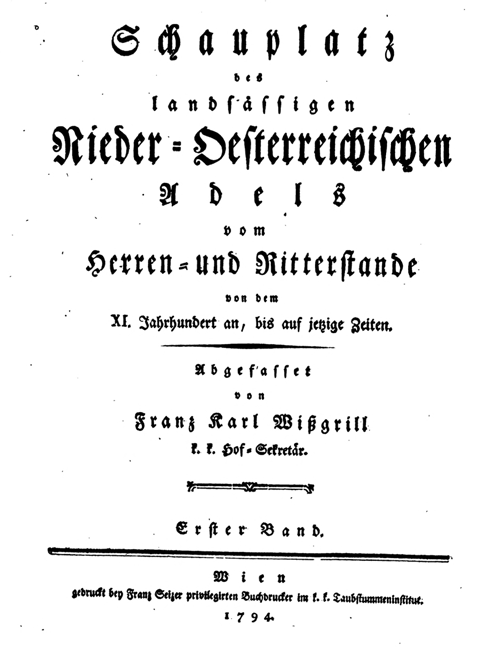
Titelseite von „Schauplatz des landsässigen Nieder-Österreichischen Adels…“ von Wißgrill

Franz Karl Wißgrill (* 1736 in Wien; † 5. Dezember 1803 in Wien) war ein österreichischer Genealoge, Heraldiker und k.k wirklicher Hofsekretär sowie k. k. Hof-Kommissions-Rath. Er verfasste das Werk „Schauplatz des landsässigen Nieder-Österreichischen Adels vom Herren- und Ritterstande von dem XI. Jahrhundert an, bis auf jetzige Zeiten“ über den niederösterreichischen Adel, das eine Reihe von Auflagen fand.
Wie er in seinem Werk beschreibt, widmete er über mehrere Jahre seine „Nebenstunden“ der Sammlung von Stoff über den niederösterreichischen Adel in Archiven und Registraturen. Sein Ziel war es, von allen niederösterreichischen Adeligen, Dynasten, Herren und Rittern vom 11. Jahrhundert an nach Zeugnis alter Gedenkbücher, Repertorien, Kauf- und Lehenbriefen und anderer Archivurkunden Nachrichten zu sammeln. Sein Werk umfasst Ahnentafeln, Biografien, Genealogien, seltene Urkunden und Anekdoten. Zu dieser Arbeit wurde er unter anderem von Personen des Adels ermuntert, die ihm auch Aufsätze über ihre und anverwandte Familien zur Verfügung stellten. In den Jahren 1794 bis 1800 erschienen vier Bände (A–B, C–E, F–G und H–J).
Der k.k. Hofagent Karl von Odelga kaufte das bis dahin vierbändige Werk samt allen Notizen von der Witwe Wißgrills. Er besorgte aber bis zum Jahr 1804 nur noch den Abschluss des Drucks eines fünften Bandes (Buchstaben K–Lem).
Trotzdem blieb das Gesamtwerk unvollendet und schließt in der Mitte des Alphabets mit dem Artikel „Lempach“. 
Die Wißgrillgasse in Wien-Penzing (14. Bezirk) und mehrere Straßen in niederösterreichischen Orten wurden nach ihm benannt.

## Werke
- Franz Karl Wißgrill: Schauplatz des landsässigen Nieder-Oesterreichischen Adels vom Herren- und Ritterstande. Wien 1794–1804
  - Band 1 (A–B), Wien 1794 (Digitalisat Band 1).
  - Band 2 (C–E), Wien 1795 (Digitalisat Band 2).
  - Band 3 (F–G), Wien 1797 (Digitalisat Band 3).
  - Band 4 (H–J), Wien 1800 (Digitalisat Band 4).
  - Band 5 (K–Lem), Wien 1804 (Digitalisat Band 5).